# Kotéra
Kotéra est un village et une commune malienne, située dans le département de la Guidimakan, chef-lieu cercle de Kayes dans la région de Kayes, au sud-ouest Malienne.